# Pleiotaxis chlorolepis
Pleiotaxis chlorolepis là một loài thực vật có hoa trong họ Cúc. Loài này được C.Jeffrey miêu tả khoa học đầu tiên năm 1967.